# ウパ川
ウパ川（ウパがわ、Upa、Упа́）は、ロシア連邦の首都モスクワの南、トゥーラ州を流れる川で、ヴォルガ川に注ぐオカ川の主要な支流のひとつである。
長さは345km、流域面積は9,510平方km。トゥーラ州の州都、トゥーラはこの川沿いの主要都市である。